# David von Gutmann

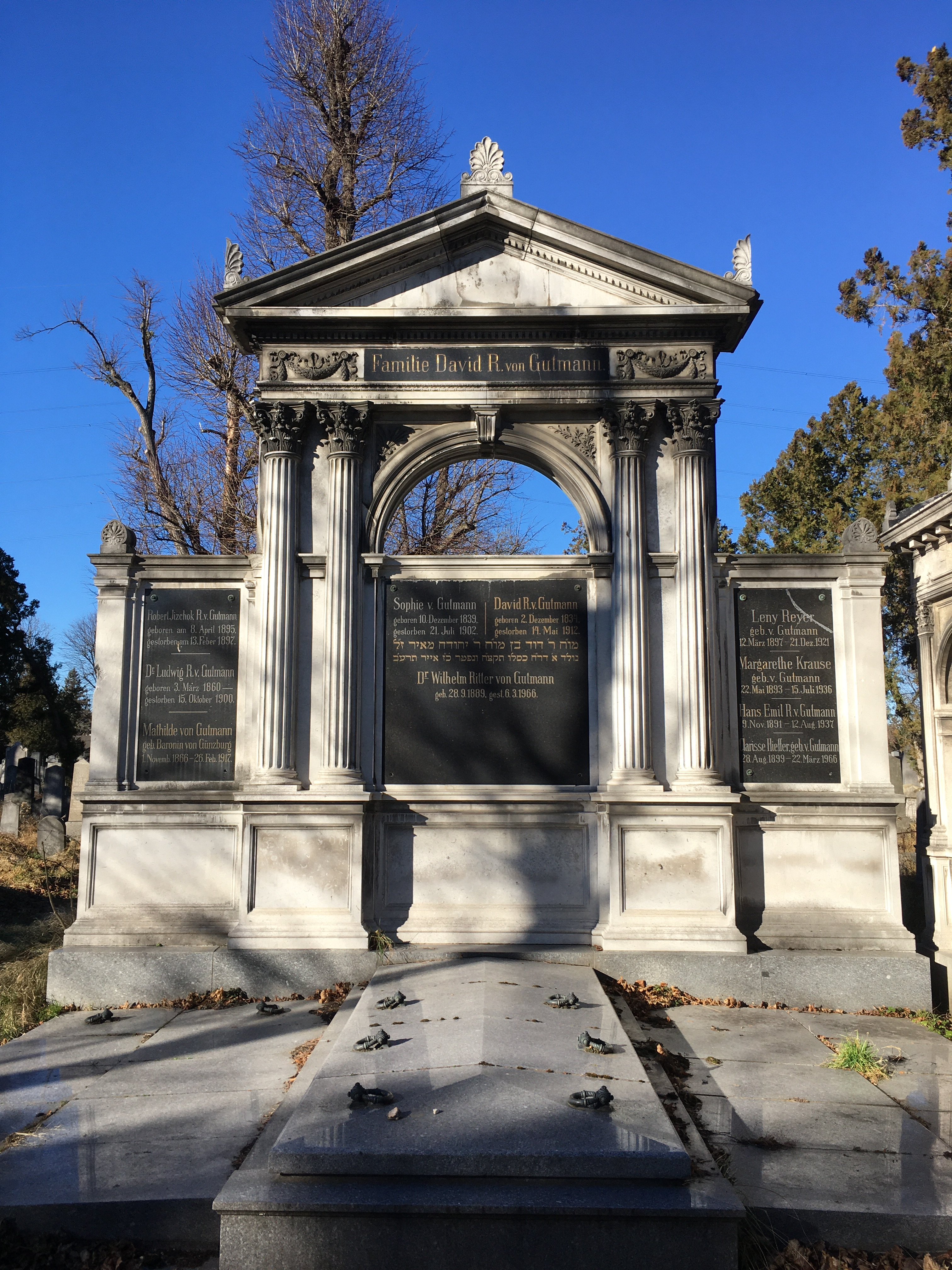
Grabmal auf dem Zentralfriedhof in Wien

David Ritter von Gutmann (* 2. Dezember 1834 in Lipník nad Bečvou; † 14. Mai 1912 in Baden) war ein österreich-ungarischer Unternehmer in der Montanindustrie.
Er gründete mit seinem Bruder Wilhelm von Gutmann das Unternehmen Gebrüder Gutmann. Im Jahr 1878 wurde er gemeinsam mit seinem Bruder nobilitiert.

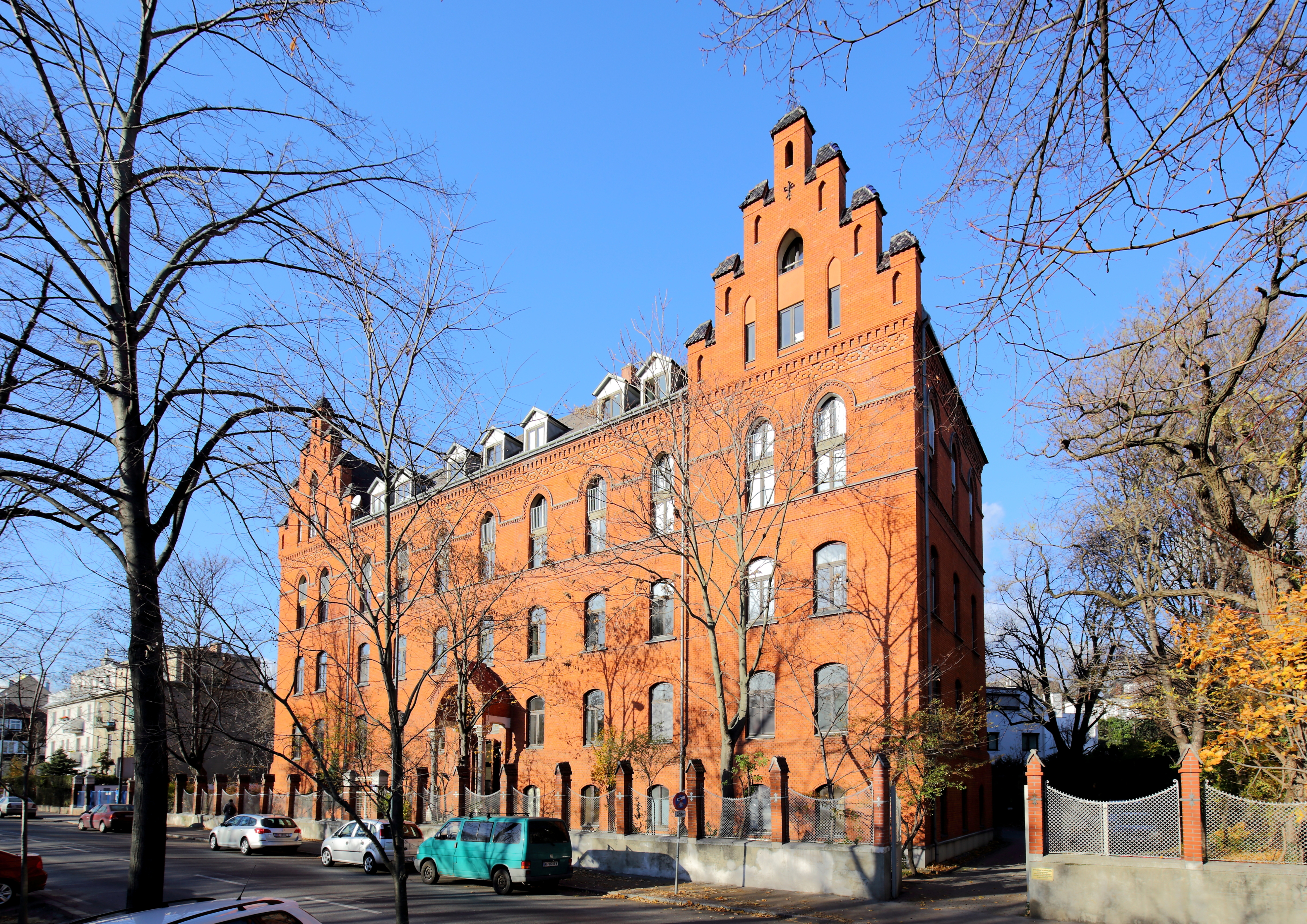
Israelitisches Mädchenwaisenhaus an der Ruthgasse in Döbling

Er war langjähriger Präsident der 1872 von Joseph Ritter von Wertheimer nach dem Vorbild der Alliance Israélite Universelle gegründeten Israelitischen Allianz zu Wien  und Vorsitzender der Baron-Hirsch-Stiftung für das galizische jüdische Schulwesen. Mit seinem Bruder Wilhelm stiftete er das Israelitische Mädchenwaisenhaus an der Ruthgasse in Döbling.
Verheiratet war er mit Sophie von Gutmann geborene Latzko (1839–1902). Er wurde in der Israelitischen Abteilung des Zentralfriedhofs bei Tor 1 begraben und später auf den Döblinger Friedhof umgebettet.